# Marine Corps Air Station Beaufort
Base aéronavale de Beaufort (USMC)
Le Marine Corps Air StationBeaufort ou MCAS Beaufort ( IATA : NBC , ICAO : KNBC , FAA LID : NBC), est une base aérienne du Corps des Marines des États-Unis à Beaufort, en Caroline du Sud ; nommé aussi Merritt Field.
Environ 4.700 personnes servent à la base, et elle abrite quatre escadrons de chasseurs d'attaque F/A-18 Hornet  et deux escadrons d'entraînement F-35B Lighting II.

## Historique
La Naval Air Station Beaufort a été mise en service le 15 juin 1943 pour des opérations d'entraînement avancé des patrouilles anti-sous-marines pendant la Seconde Guerre mondiale. La base a été désactivée en 1946 et réactivée en 1956. Le 1er mars 1960, elle a été rebaptisée Marine Corps Air Station Beaufort.
Le 19 septembre 1975, l'aérodrome a été nommé Merritt Field en l'honneur du général de division Lewie G. Merritt (en) qui était un pionnier de l'aviation maritime et qui a servi pendant les deux guerres mondiales et a commandé plusieurs unités aériennes majeures dans le Pacifique Sud pendant la Seconde Guerre mondiale.

## Unités présentes
Le surnom de MCAS Beaufort est "Fightertown East".
Marine Corps Installations East (en) :
- Quartier général - Beechcraft C-12 Huron

2nd Marine Aircraft Wing :
- Marine Air Control Group 28 (MACG-28)
  - Marine Air Control Squadron 28

Marine Aircraft Group 31 :
- Marine All Weather Fighter Attack Squadron 224 (VMFA(AW)-224) – F/A-18D Hornet
- Marine All Weather Fighter Attack Squadron 533 (VMFA(AW)-533) – F/A-18D Hornet
- Marine Aviation Logistics Squadron 31 (MALS-31)
- Marine Fighter Attack Squadron 115 (VMFA-115) – F/A-18A/C Hornet
- Marine Fighter Attack Squadron 312 (VMFA-312) – F/A-18C/D Hornet
- Marine Fighter Attack Training Squadron 501 (VMFAT-501) – F-35B Lightning II
- Marine Fighter Attack Training Squadron 502 (VMFAT-502) – F-35B Lightning II
- Marine Wing Support Detachment 273 (MWSD-273)

Marine Aviation Training Support Group 42 :
- Marine Fighter Attack Training Squadron (VMFAT-501) – F-35B Lightning II